# Barbecho (Sariego)
Barbecho (en asturiano y oficialmente, Barbechu) es una entidad de población española de la parroquia de Narzana, perteneciente al municipio de Sariego, en la comunidad autónoma de Asturias.

## Historia
Hacia mediados del siglo XIX, el lugar, ya por entonces perteneciente a Sariego, tenía contabilizada una población de 103 habitantes. Aparece descrito en el tercer volumen del Diccionario geográfico-estadístico-histórico de España y sus posesiones de Ultramar de Pascual Madoz con las siguientes palabras:

BARBECHO: l. en la prov. de Oviedo, ayunt. de Sariego y felig. de Sta. Maria de Narzana (V.); pobl.: 20 vec., 103 almas.
(Madoz, 1846, p. 398)

En 2023, la entidad singular de población, encuadrada dentro de la entidad colectiva de Narzana, tenía empadronados noventa habitantes y el núcleo de población, también noventa.